# Туаньцзєцунь
Туаньцзєцунь (кит. 团结村站, пін. Tuánjiécūn Zhàn) — залізнична станція в КНР, розташована на Сінлунчан-Лохуанській залізницях між станціями Сінлунчан і Сіюн.
Розташована в районі Шапінба міста Чунцін.